# فرودگاه چواتهبالوک
فرودگاه چواتهبالوک (به انگلیسی: Chuathbaluk Airport) یک فرودگاه همگانی با کد یاتا CHU است که یک باند فرود شن دارد و طول باند آن ۱۰۳۷ متر است. این فرودگاه در شهر چوات‌بالوک، آلاسکا کشور ایالات متحده آمریکا قرار دارد و در ارتفاع ۷۴ متری از سطح دریا واقع شده‌است.